# Jan de Looper
Jan "Loep" de Loope  (Hilversum, 2. svibnja 1914. — Hilversum, 23. lipnja 1987.) je bivši nizozemski hokejaš na travi. Igrao je na mjestu vratara.
Osvojio je brončano odličje na hokejaškom turniru na Olimpijskim igrama 1936. u Berlinu igrajući za Nizozemsku. Odigrao je svih pet susreta. Te godine je igrao za HMHC.
Mlađi je brat nizozemskog hokejaškog reprezentativca Henka de Loopera koji je s njime skupa igrao za Nizozemsku na OI 1936.

## Vanjske poveznice
- Profil na Database Olympics